# Bakłaje
Bakłaje (biał. Баклаі; ros. Боклаи) – wieś na Białorusi, w obwodzie mińskim, w rejonie miadzielskim, w sielsowiecie Miadzioł.

## Historia
W czasach zaborów wieś w granicach Imperium Rosyjskiego.
W dwudziestoleciu międzywojennym wieś leżała w Polsce, w województwie wileńskim, w powiecie duniłowickim (od 1926 postawskim), w gminie Miadzioł.
Według Powszechnego Spisu Ludności z 1921 roku zamieszkiwało tu 100 osób, 17 było wyznania rzymskokatolickiego a 83 prawosławnego. Jednocześnie 18 mieszkańców zadeklarowało polską a 82 białoruską przynależność narodową. Było tu 20 budynków mieszkalnych. W 1931 w 22 domach zamieszkiwało 85 osób.
Wierni należeli do parafii rzymskokatolickiej i prawosławnej w Miadziole. Miejscowość podlegała pod Sąd Grodzki w Miadziole i Okręgowy w Wilnie; właściwy urząd pocztowy mieścił się w Miadziole.
W 1938 roku miejscowość należała do gromady Łukianowicze gminy Miadzioł.
Po agresji ZSRR na Polskę w 1939 roku wieś znalazła się w granicach BSRR. W latach 1941–1944 była pod okupacją niemiecką. Następnie leżała w BSRR. Od 1991 roku w Republice Białorusi.